# Санджу
Санджу́ (кор. 상주시?, 尙州市?, Sangju-si) — город в провинции Кёнсан-Пукто, Южная Корея.

## История
Санджу играл важную роль в истории Кореи. Известны поселения, существовавшие на месте современного Санджу после завоевания этой местности древнекорейским царством Силла. Тогда здесь располагались племенные союзы Корён Кая и Сабольгук.
После объединения Кореи под властью Силла Санджу стал одним из девяти регионов (чу), на которые была разделена область вокруг столицы Силла — Кёнджу. Город был важным транспортным узлом, соединяющим регионы Кёнджу и Судогвон (район нынешнего Сеула).
Во время заката Силла в конце IX века в Санджу, как и на территории всей остальной страны, вспыхивали восстания, одно из которых закончилось взятием крепости Санджу, после чего восставшими было объявлено о восстановлении независимого государства Сабольгук. Вскоре однако, Санджу был взят войсками Хупэкче.
В 1895 году Санджу был присвоен статус уезда (кун). Во время японского колониального правления город постепенно модернизировался. В 1924 году здесь была построена железная дорога, примерно в это же время был основан Университет Санджу.
После 1945 года значение Санджу постепенно снижалось. Основные трассы Кореи, такие как автомагистраль Кёнбу, развивались в стороне от города. Экономика региона продолжала оставаться преимущественно сельскохозяйственной. Тем не менее, население Санджу росло и в 1980 году он получил статус города. 

## География
Санджу находится на северо-западной границе провинции Кёнсан-Пукто, граничит с провинцией Чхунчхон-Пукто. Имеет границы с уездами Поын, Квесан, Окчхон, Йондон, Ечхон и Ыйсон, а также с городами Мунгён, Куми и Кимчхон.
Крайние северная и западная точки находятся в районе Хвабукмён — 127°47′55″в.д. и 36°14′6″с.ш. соответственно. Южная граница находится в районе Консонмён — 36°14′06″с.ш. Самая восточная точка лежит в районе Чундонмён — 128°20′28″в.д. Протяжённость территории, относящейся к Санджу — 49 км с севера на юг и 43,3 км с запада на восток.
Центр Санджу лежит в долине у реки Нактонган. Ландшафт города преимущественно холмистый, наивысшая точка — гора Соннисан — 1058 м над уровнем моря.
Климат Санджу муссонный. Среднегодовая температура колеблется от 12 °C до 13 °C, максимальная среднемесячная температура в августе: 26 °C минимальная среднемесячная температура в январе: −3 °C. Среднегодовое количество осадков: 1 050 мм.

## Экономика
Экономика Санджу традиционно сельскохозяйственная. В настоящее время сельское хозяйство также является наиболее важным сектором экономики региона (около 40 % населения, живущего в черте Санджу, занято в сельском хозяйстве).
Одна из важнейших отраслей экономики города — производство шёлка, которое развивалось в Санджу со времён Силла. Около 243 тыс. м² земли занято под производство шёлка, объём продукции составляет 434 млн вон.
Наиболее важная сельскохозяйственная культура — рис, под выращивание которого занято 169,13 км² земли, объём производства составляет около 160 млрд вон ежегодно.

## Образование
В Санджу расположено 43 общеобразовательных начальных школы. Кроме того, здесь есть 17 муниципальных средних школ, из них по одной отдельно для обучения девочек и мальчиков. Также в Санджу есть пять частных средних школы, лишь в одной из которых мальчики и девочки обучаются совместно (в двух обучение проводится только для мальчиков и в двух — только для девочек. Количество старших школ — двенадцать.
Высшее образование представлено Университетом Санджу с сельскохозяйственным уклоном.
Общее количество учащихся в городе — около 20 тыс. человек.

## Туризм и достопримечательности
В городе сохранилось немало памятников древности, среди которых:
- Буддийский храм Чхуныйса
- Королевская гробница в местечке Хвадалли
- Развалины крепости Кёнхвон-сансон

Кроме того, в Санджу находится первый в Южной Корее музей велосипедов.

## Города-побратимы
Санджу является городом-побратимом следующих городов:
- Кочхан, провинция Чолла-Пукто, Республика Корея (1999)
- Кансогу, Сеул, Республика Корея (2003)
- Дэвис, штат Калифорния, США (2004)
- Ичунь, провинция Цзянси, Китай (2005)